# Vaporetto

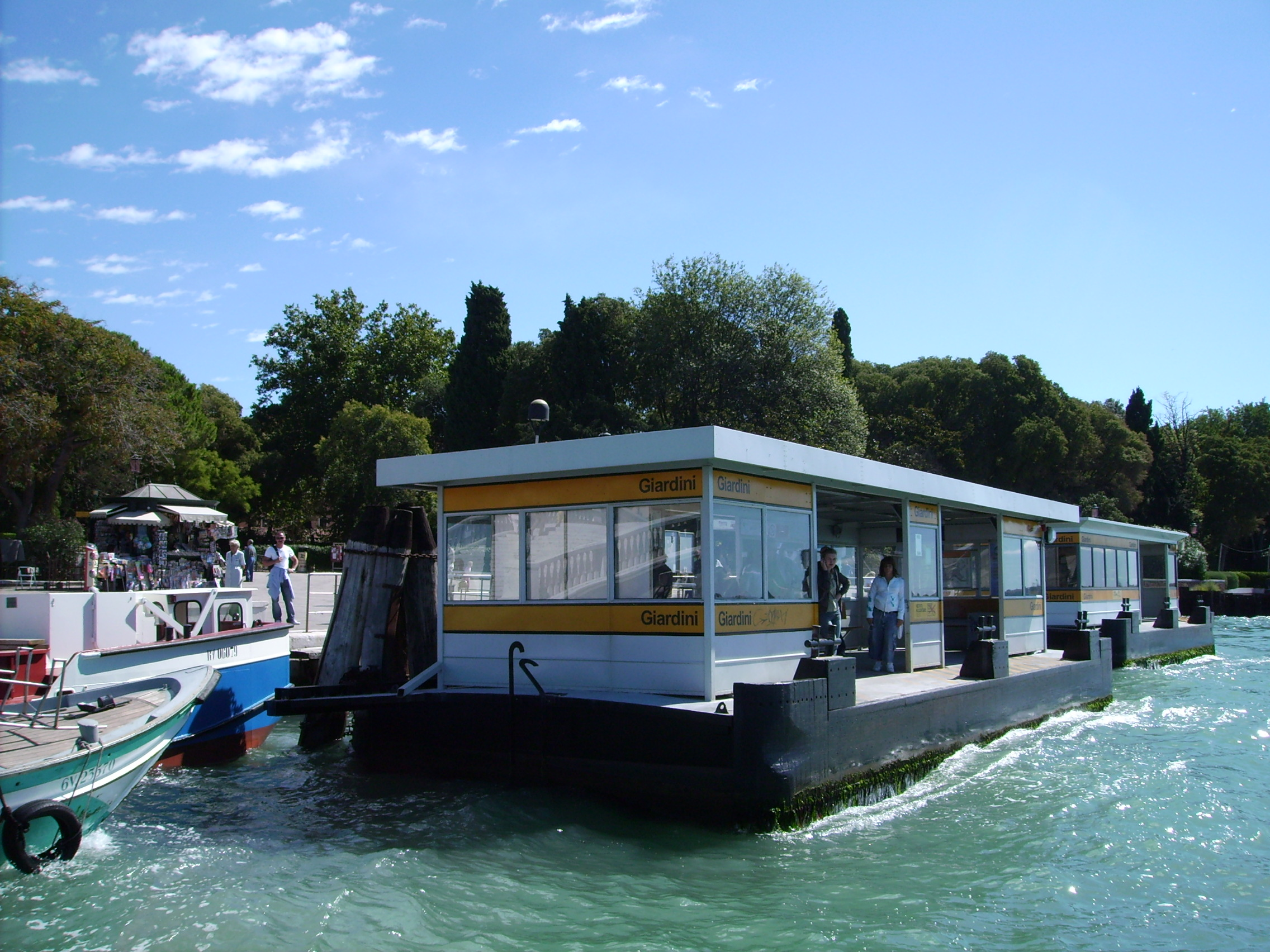
Przystanek vaporetto Giardini

Vaporetto (l. mn. vaporetti) – tramwaj wodny w Wenecji. Najpopularniejsza linia 1 przebiega z Piazzale di Roma, Kanałem Grande, Kanałem św. Marka, do Lido. Ważniejsze przystanki: Ferrovia (Dworzec kolejowy) Santa Lucia, Rialto (Most Rialto), Accademia, San Marco (Piazzetta i plac św. Marka), Lido.